# Tiago Reis
Tiago Rodrigues dos Reis, noto semplicemente come Tiago Reis (Brasilia, 14 agosto 1999), è un calciatore brasiliano, attaccante del Petro Atlético.

## Caratteristiche tecniche
È un centravanti.

## Carriera
Nato a Brasilia, ha iniziato la carriera giocando nelle giovanili di Goiás, Cruzeiro e Vasco da Gama.
Promosso nella prima squadra del club carioca ad inizio 2019, ha esordito il 2 marzo seguente disputando l'incontro del Campionato Carioca vinto 2-0 contro il Boavista-RJ.

## Statistiche
Statistiche aggiornate al 29 giugno 2019.

### Presenze e reti nei club
| Stagione        | Squadra         | Campionato      | Campionato | Campionato | Coppe nazionali | Coppe nazionali | Coppe nazionali | Coppe continentali | Coppe continentali | Coppe continentali | Altre coppe | Altre coppe | Altre coppe | Totale | Totale | Totale |
| Stagione        | Squadra         | Comp            | Pres       | Reti       | Comp            | Pres            | Reti            | Comp               | Pres               | Reti               | Comp        | Pres        | Reti        | Pres   | Reti   |        |
| --------------- | --------------- | --------------- | ---------- | ---------- | --------------- | --------------- | --------------- | ------------------ | ------------------ | ------------------ | ----------- | ----------- | ----------- | ------ | ------ | ------ |
| 2019            | Vasco da Gama   | A/RJ+A          | 8+4        | 4+1        | CB              | 1               | 0               |                    | -                  | -                  |             | -           | -           | 13     | 5      |        |
| Totale carriera | Totale carriera | Totale carriera | 12         | 5          |                 | 1               | 0               |                    | -                  | -                  |             | -           | -           | 13     | 5      |        |